# Marion Gräfin Yorck von Wartenburg
Marion Gräfin Yorck von Wartenburg, geb. Ellen Marion Winter (* 14. Juni 1904 in Berlin; † 13. April 2007 ebenda) war eine deutsche Juristin und Richterin. Sie war Widerstandskämpferin gegen den Nationalsozialismus und Mitglied des Kreisauer Kreises. Nach dem Zweiten Weltkrieg fällte sie in Berlin „exemplarisch abschreckende“ Urteile gegen wegen Homosexualität angeklagte Männer. Sie wirkte entscheidend daran mit, dass homosexuellen NS-Verfolgten die Anerkennung als NS-Opfer verweigert wurde und ihnen die Hoffnung auf ein Nachlassen faschistischer Diskriminierung genommen wurde.

## Leben
Marion Winter war die Tochter des Königlichen Geheimen Hofrats und Verwaltungsdirektors Franz Georg Karl Winter und dessen Ehefrau Else Bertha Rosalie geb. Springorum. Ihr Geburtshaus befand sich in der damaligen Hitzigstraße 4 (heute Stülerstraße 13/15), in der Nähe des Tiergartens. In ihrer Schulzeit im Grunewald-Gymnasium (heute Walther-Rathenau-Gymnasium) in Berlin war Winter Klassenkameradin von Dietrich Bonhoeffer. Nach dem Abitur begann sie in Berlin ein Studium der Rechtswissenschaft, das sie 1927 mit dem 1. Staatsexamen abschloss. 1929 promovierte sie bei Hans Helfritz zur Dr. jur. Kurz davor lernte sie Peter Graf Yorck von Wartenburg kennen, den sie in Berlin 1930 heiratete. Die Ehe blieb kinderlos. Gemeinsam mit ihrem Mann trat sie nach 1933 in Opposition zum NS-Regime und wurde im Kreisauer Kreis im Widerstand gegen das nationalsozialistische Regime aktiv. Nach dem missglückten Attentat auf Adolf Hitler am 20. Juli 1944 wurde ihr Mann hingerichtet, sie selbst kam für drei Monate in Sippenhaft.
Das Gedenken an den Widerstand machte sie sich nach dem Krieg zur Pflicht. Sie setzte sich im Gesamtberliner Magistrat im Hauptamt für die Opfer des Faschismus (OdF) für NS-Verfolgte und deren Hinterbliebene ein, ging an die Öffentlichkeit und hielt Reden zu deren Gedenken. Sie hielt ihr Leben lang Kontakt zu Überlebenden des Widerstandes und betrachtete die Beibehaltung ihres durch Eheschließung erlangten Familiennamens mit Adelskennzeichen, trotz neuer Lebenspartnerschaft, als Verpflichtung, auch im Namen ihres Mannes zu handeln.
Nach Kriegsende arbeitete Marion Yorck von Wartenburg als Referendarin im Berliner Magistrat in Ost-Berlin. 1946 wurde sie von den Alliierten zur Richterin am Amtsgericht Lichterfelde in West-Berlin berufen. 1952 übernahm sie als erste Frau in Deutschland den Vorsitz eines Schwurgerichts. Sie leitete bis 1969 als Landgerichtsdirektorin die 9. Große Jugendstrafkammer des Landgerichts Berlin. Hierbei erwarb sie sich einen Ruf als „äußerst strenge“ Richterin, wobei sie dies, auch aufgrund der Behandlung ihres Mannes durch Roland Freisler, mit „untadeligen Manieren und ohne Überheblichkeit“ gewesen sein soll, indem sie z. B. Angeklagte, damals unüblich, namentlich ansprach.
Öffentlich gemacht wurde später, dass sie in ihrer Zeit als Richterin auch den § 175 StGB, der damals Homosexualität unter Strafe stellte, mit „exemplarisch abschreckenden“ Urteilen anwendete und während ihrer Tätigkeit beim Berliner Magistrat an internen Überprüfungen beteiligt war, die dazu führten, dass homosexuellen NS-Verfolgten die Anerkennung als NS-Opfer verweigert wurde. Dem Kulturwissenschaftler Andreas Pretzel zufolge verband sie „ihre Tätigkeit als Juristin mit einer rigiden antiliberalen Haltung, die sie offenbar auch als weltanschauliches Erbe des Kreisauer Kreises begriffen wissen wollte.“ Diese Auffassung wurde allerdings seinerzeit im Hinblick auf Sexualnormen von großen Teilen der Bevölkerung und vom Bundesverfassungsgericht geteilt.

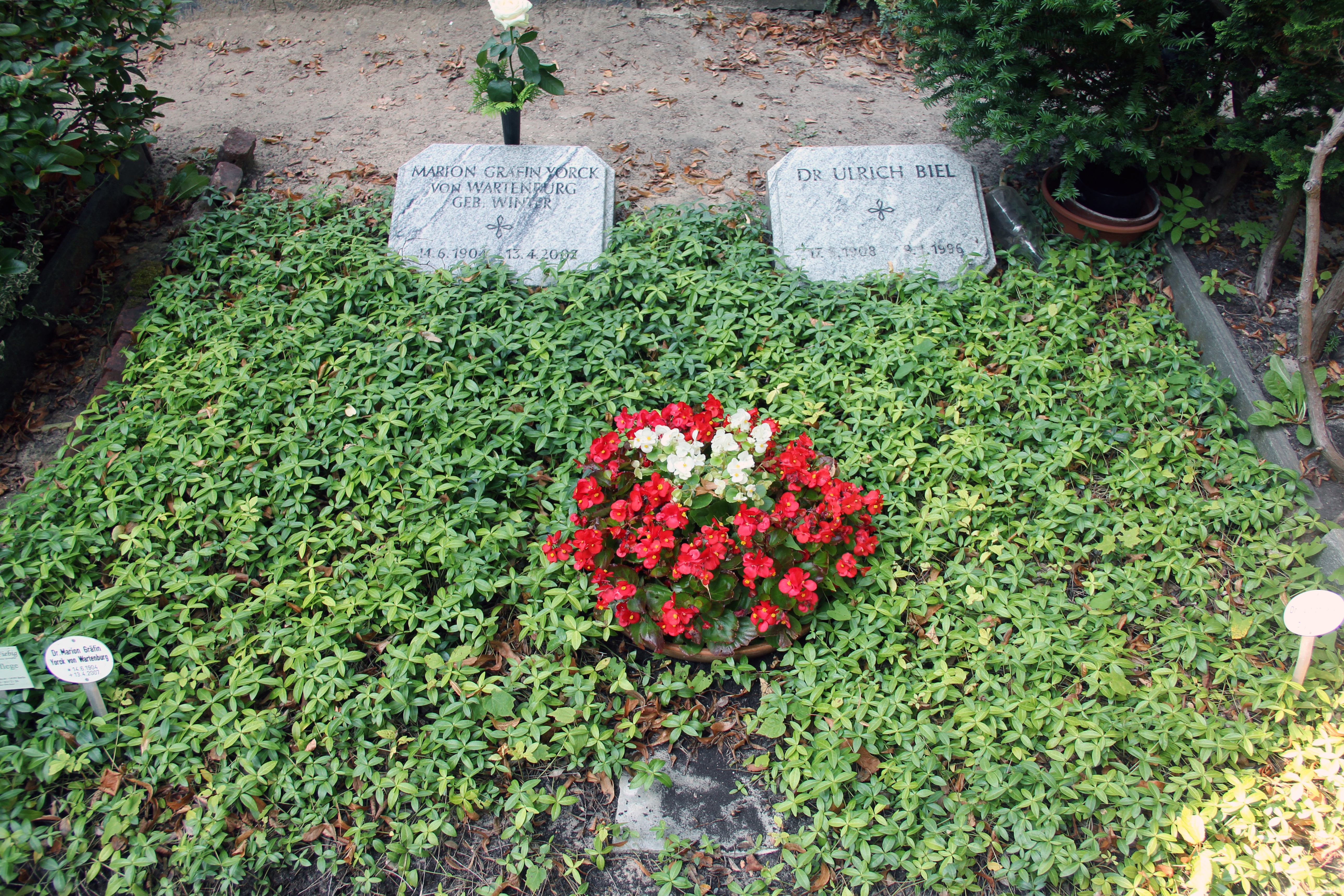
Grabstätte, Königin-Luise-Straße 55, in Berlin-Dahlem

Nach 1952 lebte sie (unverheiratet) mit dem Berliner CDU-Politiker Ulrich Biel zusammen. Das Paar hat eine gemeinsame Grabstätte auf dem St.-Annen-Kirchhof in Berlin-Dahlem mit zwei Grabsteinen für ihre jeweiligen Namen – auf der Rückseite mit einem Satz des Paulus verbunden: „Die Liebe ist...“ auf dem Grabstein Biels wird auf dem Grabstein Yorck von Wartenburgs beendet mit „...die Erfüllung des Gesetzes“.

## Werke
- mit Claudia Schmölders (Bearbeiterin): Die Stärke der Stille. Erinnerungen an ein Leben im Widerstand (= Edition C / C, Band 509), Brendow, Moers 1998 (Erstausgabe: Diederichs, Köln 1987, ISBN 3-424-00787-0), ISBN 3-87067-717-1.
- The Power of Solitude. My Life in the German Resistance, übersetzt und herausgegeben  von Julie M. Winter, Vorwort Peter Hoffmann, University of Nebraska Press, Lincoln, NE / London 2000, ISBN 0-8032-9915-X / ISBN 0-8032-4915-2.

## Belege
1. 1 2  Geburtsregister StA Berlin III Nr. 596/1904.
2. 1 2  Anne Buhrfeind: Die Liebe ist die Erfüllung des Gesetzes. Heinrich Bedford-Strohm, Annette Kurschus, Irmgard Schwaetzer, 30. Januar 2019, abgerufen am 9. Februar 2019 (deutsch).
3. 1 2 3 4  „Zu weich darf man nicht sein“ Artikel von Andreas Pretzel im taz-Magazin, 17. Juli 2004, S. III.
4. ↑  Marion Yorck von Wartenburg: Die Stärke der Stille,. 2.  Auflage. Dtv, München, S. 23.
5. ↑  Hans Friedrich von Ehrenkrook, Jürgen Thiedicke von Flotow et al.: Genealogisches Handbuch der Gräflichen Häuser, B (Briefadel) 1953, Band I, Band 6 Gesamtreihe GHdA, Hrsg. Deutsches Adelsarchiv, C. A. Starke, Glücksburg/Ostsee 1953, ISSN 0435-2408, S. 505.
6. ↑  Annemarie Cordes: Marion Yorck von Wartenburg (1904-2007). Kreisau Initiative, abgerufen am 10. Februar 2019.
7. ↑  Marion Yorck von Wartenburg: Die Stärke der Stille, Einleitung von Claudia Schmölders. 2.  Auflage. Dtv, München, S. 1.
8. ↑  Annemarie Cordes: Marion Yorck von Wartenburg (1904-2007). Kreisau Initiative, abgerufen am 10. Februar 2019.
9. ↑  Andreas Pretzel, Dipl. rer. cult. Magnus-Hirschfeld-Gesellschaft e. V., abgerufen am 10. Februar 2019.
10. ↑  s. o., Andreas Pretzel in dem Artikel - Zu weich darf man nicht sein, aufgerufen am 4. Februar 2019. Vgl. auch: Andreas Pretzel, NS-Opfer unter Vorbehalt, s. o. Literatur.
11. ↑  Das Bundesverfassungsgericht hatte in einer Entscheidung vom 10. Mai 1957 eine Verfassungsbeschwerde gegen den §175 StGB mit dem Verweis auf „die sittlichen Anschauungen des Volkes“, die sich maßgeblich aus den Lehren der „beiden großen christlichen Konfessionen“ speisten, abgewiesen. Die Auffassung eines über den Menschen- bzw. Grundrechten stehenden "Sittengesetzes" haben das Bundesverfassungsgericht und der Gesetzgeber vollständig aufgegeben: 1994 wurde der §175 endgültig aus dem StGB gestrichen, er gilt seither als von vornherein menschenrechtswidrig.
12. ↑  Anne Buhrfeind, ebenda. Brief des Paulus an die Römer, 13, 10.
13. ↑  Das Buch enthält auf S. 131–138 ein biographisches Interview von Fabricius-Brand und Berghahn mit Marion Yorck über ihre Mitwirkung im Kreisauer Kreis sowie ihre Erfahrungen als Richterin im Nachkriegs-Berlin.

| Personendaten    | Personendaten                                      |
| ---------------- | -------------------------------------------------- |
| NAME             | Yorck von Wartenburg, Marion Gräfin                |
| ALTERNATIVNAMEN  | Winter, Ellen-Marion (Geburtsname); Winter, Marion |
| KURZBESCHREIBUNG | deutsche Richterin und Widerstandskämpferin        |
| GEBURTSDATUM     | 14. Juni 1904                                      |
| GEBURTSORT       | Berlin                                             |
| STERBEDATUM      | 13. April 2007                                     |
| STERBEORT        | Berlin                                             |